# Емі Ясбек
Емі Ясбек (англ. Amy Yasbeck; нар. 12 вересня 1962 Блу-Еш, Огайо, США) — американська акторка. Знана завдяки ролі Кейсі Чеппел Девенпорт у ситкомі «Крила» у 1994—1997 роках та грою русалки Медісон у телевізійному фільмі «Великий сплеск» 1988 року (роль, яку спочатку виконала Деріл Ганна у фільмі «Сплеск»). Грала гостьові ролі у кількох телевізійних шоу та з'явилася у фільмах «Будинок 2», «Красуня», «Проблемна дитина», «Проблемна дитина 2», «Маска», «Робін Гуд: Чоловіки у трико» і «Дракула: Мертвий і задоволений цим».

## Ранні роки
Народилася в Блу-Еші, штат Огайо у сім'ї домогосподарки Дороті Луїзи Мері (до шлюбу Мерфі) та Джона Ентоні Ясбека (араб. جون أنتوني يَزبك), м'ясника та власника бакалійної крамниці. Її батько мав ліванське походження, а мама — ірландське. У дитинстві Ясбек з'явилася на упаковці дитячої печі Easy-Bake Betty Crocker. 2000 року їй представили нову піч Easy-Bake на шоу «У мене є секрет», де вона була постійним членом журі.
Навчалася у місцевій школі та Цинциннаті. Потім вступила на театральну програму в Детройтського університету Мерсі, але не закінчила його. 1983 році після смерті обох батьків, батька від серцевого нападу та мами від емфіземи, переїхала до Нью-Йорка.

## Кар'єра
На початку акторської кар'єри з'явилася в «Rockhopper», непроданому телесеріалі 1985 року. Зіграла гостьові ролі в багатьох телевізійних шоу, зокрема «Даллас», «Шпигуни», «Перевертень», «Джей Джей Старбак», «Магнум», «Пі-Пі», «Чайна-Біч» і «Мерфі Браун». Пробувалась на роль Елейн Бенес у серіалі «Сайнфельд». Грала Олівію Рід протягом чотирьох місяців у 1986—1987 роках в довгостроковій денній драмі «Дні нашого життя». Також зіграла головну роль русалки Медісон у телефільмі Disney «Великий сплеск» 1988 року (роль, яку спочатку виконала Деріл Ганно у фільмі 1984 року «Сплеск»). Виконувала головні ролі в ситкомах «Крила», «Вже добре» та «Від 16 і старше» та в фільмах, як-от «Будинок 2», «Красуня», «Проблемна дитина», «Проблемна дитина 2» і «Маска». Двічі працювала з Мелом Бруксом: у фільмі «Робін Гуд: Чоловіки в трико» 1993 року та комедії-жаху «Дракула: Мертвий і задоволений цим» 1995 року.
22 вересня 2006 року з'явилася в епізоді серіалу «Така Рейвен» як мати персонажа Челсі.
З'явилися плани щодо потенційного спін-офу «Такої Рейвен» за участю Ясбек й Аннеліз ван дер Пол, яка зіграла її доньку, з періодичною роллю Рейвен-Симон. Проте шоу так і не вийшло.
2010 року була учасницею синдикованої версії «Чи ти розумніший за п'ятикласника?».

## Особисте життя
Була дружиною актора Джона Ріттера, з яким вона працювала в кількох проєктах. Вони познайомилися вдома у режисера Денніса Дугана під час прочитання сценарію фільму «Проблемна дитина».
Ясбек і Ріттер зіграли разом у «Проблемній дитині 2» (1991) і в епізоді «Шоу Косбі», який вийшов 1991 року. Ріттер знявся в «Крилах» як запрошений чоловік Ясбек в епізоді сьомого сезону «Любов за бортом». 1998 року у пари народилася спільна дитина, а 18 вересня 1999 року вони одружилися в театрі Мерфі у Вілмінгтоні, штат Огайо.
11 вересня 2003 року на репитиції «8 простих правил» Ріттер відчув біль у грудях і сильну нудоту. Його доправили до лікарні. Спочатку вважалося, що у нього стався серцевий напад. Тієї ночі о 22:48 він помер. Пізніше встановили, що смерть спричинила дисекція аорти внаслідок раніше недіагностованої вродженої вади серця.
Після смерті чоловіка головну роль вдови у серіалі «8 простих правил» зіграла Кеті Сагал. 16 червня 2008 року з'явився у «Шоу Ларрі Кінга», щоб обговорити захворювання серця.

### Позов про неправомірне заподіяння смерті
Після смерті чоловіка Ясбек подала позов про неправомірне заподіяння смерті проти Медичного центру Провіденса Сент-Джозефа та кількох лікарів, стверджуючи, що вони неправильно діагностували його стан та спричинили смерть. Кілька відповідачів виплатили позасудову компенсацію на загальну суму 14 мільйонів доларів. 14 березня 2008 року присяжні розділилися (9:3) на користь лікарів, знявши з них усі звинувачення.

## Фільмографія
| Рік       |    | Українська назва                   | Оригінальна назва           | Роль                       |
| --------- | -- | ---------------------------------- | --------------------------- | -------------------------- |
| 1985      | с  |                                    | Rockhopper                  | Соня Петрова               |
| 1986—1987 | с  | Дні нашого життя                   | Days of Our Lives           | Олівія Рід                 |
| 1987      | с  | Даллас                             | Dallas                      | Мері Елізабет              |
| 1987      | с  | Шпигуни                            | Spies                       | Марго                      |
| 1987      | с  | Перевертень                        | Werewolf                    | Дейдра                     |
| 1987      | с  |                                    | J.J. Starbuck               | Дорін                      |
| 1987—1988 | с  | Приватний детектив Магнум          | Magnum, P.I.                | Даяна                      |
| 1987      | ф  | Будинок 2                          | House II: The Second Story  | Лана                       |
| 1988      | с  | Китайський пляж                    | China Beach                 | стюардеса                  |
| 1988      | тф | Великий сплеск                     | Splash, Too                 | Медісон Баєр               |
| 1989      | тф | Плащ к раю                         | Trenchcoat in Paradise      | Нан Томпсон                |
| 1989      | с  | Мерфі Браун                        | Murphy Brown                | відвідувачка бару          |
| 1989      | тф | Маленька біла брехня               | Little White Lies           | Вікі                       |
| 1989      | с  | Покоління                          | Generations                 | Карла                      |
| 1990      | с  | Той, хто телефонує опівночі        | Midnight Caller             | Мері Лу Гарпер             |
| 1990      | с  |                                    | Poochinski                  | Френні Рейнольдс           |
| 1990      | ф  | Красуня                            | Pretty Woman                | Елізабет Стакі             |
| 1990      | ф  | Проблемна дитина                   | Problem Child               | Флоренс «Фло» Гілі         |
| 1990—1993 | с  | Метлок                             | Matlock                     | Лора Чедвік/Шеріл Аткінсон |
| 1991      | с  | Вона написала вбивство             | Murder, She Wrote           | Конні                      |
| 1991      | тф | Діллінджер                         | Dillinger                   | Елейн                      |
| 1991      | с  | Шоу Косбі                          | The Cosby Show              | Алісія Еванс               |
| 1991      | ф  | Проблемна дитина 2                 | Problem Child 2             | Енні Янг                   |
| 1992      | ф  | Пришелепкуватий Нат                | The Nutt House              | Діана Натт                 |
| 1992      | с  | Отримати життя                     | Get a Life                  | Евелін                     |
| 1992      | с  | Створення жінки                    | Designing Women             | Тіффані                    |
| 1992      | с  | Квантовий стрибок                  | Quantum Leap                | Френкі Вашарскі            |
| 1993      | с  | Вуличне правосуддя                 | Street Justice              | Ненсі                      |
| 1993      | ф  | Робін Гуд: Чоловіки в трико        | Robin Hood: Men in Tights   | Маріан                     |
| 1994      | ф  | Маска                              | The Mask                    | Пеггі Брандт               |
| 1994      | с  | Діагноз Вбивство                   | Diagnosis: Murder           | Карен Девіс                |
| 1994      | с  | Світ Дейва                         | Dave's World                | Джулі                      |
| 1994—1997 | с  | Крила                              | Wings                       | Кейсі Чаппел Девенпорт     |
| 1995      | ф  | Додому на свята                    | Home for the Holidays       | Джинні Джонсон Дрюер       |
| 1995      | ф  | Дракула: Мертвий і задоволений цим | Dracula: Dead and Loving It | Міна Сьюард                |
| 1995      | с  | Людина-качконіс                    | Platypus Man                | Венді                      |
| 1996      | тф | Хорти 2                            | Bloodhounds II              | Шерон                      |
| 1996      | ф  | Солодкі мрії                       | Sweet Dreams                | Лора Рено                  |
| 1997—1998 | с  |                                    | Alright Already             | Рені                       |
| 1998      | ф  | Мертві чоловіки                    | Dead Husbands               | Бетті Лансінг              |
| 1998      | ф  | Дещо про секс                      | Denial                      | Клаудія                    |
| 1998      | ф  | Дивна парочка II                   | The Odd Couple II           | стюардеса                  |
| 1999      | с  |                                    | It's Like, You Know…        | Карен                      |
| 2003      | с  | Журнал мод                         | Just Shoot Me!              | Скайлер                    |
| 2005      | с  | Від 16 і старше                    | Life on a Stick             | Мішель Лакерсон            |
| 2006      | с  | Така Рейвен                        | That's So Raven             | Джоні Деніелз              |
| 2007      | мс |                                    | Shorty McShorts' Shorts     | Даніель                    |
| 2010      | с  | Кралі в Клівленді                  | Hot in Cleveland            | Нейлі Наш                  |
| 2012      | ф  | Маленькі жінки, великі машини      | Little Women, Big Cars 2    | Мег                        |
| 2012      | ф  | Маленькі жінки, великі машини 2    | Little Women, Big Cars 2    | Мег                        |
| 2013      | с  | Кістки                             | Bones                       | Діана Малкін               |
| 2013      | с  | Американська сімейка               | Modern Family               | Лоррейн                    |
| 2015      | с  | Трудоголіки                        | Workaholics                 | Аннет                      |
| 2016      | с  | Милі ошуканки                      | Pretty Little Liars         | Клаудія                    |